# Кругообіг речовин і енергії

Колоо́біг речови́н і ене́ргії — багаторазова участь речовин і енергії в процесах, які протікають в географічній оболонці планети.
Розрізняють геологічний кругообіг планетарного характеру і біологічний, який відбувається між організмами й середовищем існування.
Підхід біокібернетики з автоматичними системами регулювання зі зворотними зв'язками, дав можливість виділити для наукового дослідження важливу сторону життєвих явищ — взаємообмін інформацією (поряд з взаємообміном речовиною та енергією, що його вивчає традиційний аналіз).
| взаємодія основних форм життєдіяльності | взаємодія основних форм життєдіяльності | взаємодія основних форм життєдіяльності | взаємодія основних форм життєдіяльності |
| базові предметні характеристики         | речовина                                | енергія                                 | інформація                              |
| форми життєдіяльності                   | речовина                                | енергія                                 | інформація                              |
| --------------------------------------- | --------------------------------------- | --------------------------------------- | --------------------------------------- |
| збереження                              | конституція                             | енергетичний баланс                     | стереотип                               |
| відтворення                             | обмін речовин                           | енергообмін                             | зворотний зв'язок                       |
| розвиток                                | асиміляція                              | активізація                             | випереджувальне відображення            |
| руйнування                              | дисиміляція                             | мінімізація енергії                     | гальмування                             |

| Фундаментальні властивості живого | Фундаментальні властивості живого   | Фундаментальні властивості живого    |
| Самооновлення                     | Самовідтворення                     | Саморегуляція                        |
| --------------------------------- | ----------------------------------- | ------------------------------------ |
| Обмін речовин та енергії          | Репродукція на різних рівнях живого | Потік речовин, енергії та інформації |